# James McArthur
James McFarlane McArthur (* 7. Oktober 1987 in Glasgow) ist ein ehemaliger schottischer Fußballspieler, der als zentraler Mittelfeldspieler unter anderem in den Premier-League-Klubs Wigan Athletic und Crystal Palace spielte.

## Karriere

### Verein
Mc Arthur wechselte 2003 vom Jugendteam des FC Clyde zu Hamilton Academical. Sein Debüt gab er im Januar 2005 gegen Ross County. Er etablierte sich in der folgenden Saison im Hamilton-Team und erzielte sein erstes Tor im April 2006 gegen FC St. Johnstone. Als er den Verein 2010 verließ, hatte er fast 200 Pflichtspiele für ihn absolviert.
2010 unterschrieb am 23. Juli im DW-Stadion einen Vierjahresvertrag beim damaligen englischen Erstligisten Wigan Athletic für eine Ablöse von rund 500.000 Pfund. Am 31. Januar 2012 erzielte McArthur sein erstes Tor für Wigan mit einer 1:3-Niederlage gegen Tottenham Hotspur. McArthur verlängerte seinen Vertrag mit Wigan im Mai 2012, der neue Kontrakt hatte eine Laufzeit bis 2016.  Am 11. Mai 2013 gewann McArthur den FA-Cup und spielte über gesamte Spiel beim 1:0-Sieg gegen Manchester City im Finale.
2014 wechselte McArthur zum Premier-League-Aufsteiger Crystal Palace für eine Ablöse von sieben Millionen Pfund. McArthur erzielte sein erstes Tor für Palace am 13. Dezember bei einem 1:1-Unentschieden gegen Stoke City. Im Mai 2018 absolvierte McArthur sein 200. Spiel in der Premier League.
Im August 2023 gab McArthur sein Karriereende bekannt.

### Nationalmannschaft
Am 16. November 2010 gab McArthur sein Debüt für die schottische A-Nationalmannschaft als Einwechselspieler für Charlie Adam in der zweiten Hälfte in einem Spiel gegen die Färöer. Sein erstes internationales Tor erzielte er am 9. Februar 2011 in einem Nations-Cup-Spiel gegen Nordirland.
Insgesamt absolvierte McArthur 32 Länderspiele und erzielte vier Tore. Inzwischen hat er seine Nationalmannschaftskarriere beendet.